# Pedra do Sino (Carandaí)
Pedra do Sino é um distrito brasileiro do município de Carandaí, em Minas Gerais.

## História
O distrito foi criado em 30 de dezembro de 1962, por força da Lei Estadual 2764, e instalado em 28 de junho de 1980.
A origem no nome é motivo de algumas controvérsias, porém a história mais contada é que havia uma pedra na região que quando se batia nela com outra pedra ela gerava um som bastante parecido com um sino, já outra história bastante falada é de que havia uma pedra com formato que lembrava um sino.
Sua povoação teve início no fim do século XVIII com algumas fazendas na região, inclusive a Fazenda das Taipas que despertou a atenção do Visconde de Barbacena governador de Minas Gerais, na época ele se hospedou nesta fazenda durante uma viagem.
Em meados do século XIX começaram a chegar os primeiros camponeses para trabalhar nas lavouras do povoado que tinha uma agricultura bastante forte e desenvolvida para a época. Já no início do século XX há a instalação dos Correios em Pedra do Sino na fazenda do político Gentil Pereira Lima que foi o único prefeito de Carandaí natural de Pedra do Sino e que hoje dá nome a escola estadual do Distrito. Seu Gentil como costumava ser chamado, era detentor de uma das caieiras da região e empregava boa parte dos chefes de família do povoado.[carece de fontes?]
Ainda no início do século passado acontece a chegada dos imigrantes japoneses ao Distrito, que posteriormente ajudaram no fortalecimento da agricultura local.
Por volta de 1950 começaram as obras de construção da então Vale Paraíba, hoje Cimento Tupi, fábrica que dá bastante destaque a Pedra do Sino, e que é responsável por quase 90% da receita do município de Carandaí e emprega grande parte dos moradores do Distrito.[carece de fontes?]

## Geografia
Situa-se 7 km ao norte da sede do município seguindo pela BR-040 e está a aproximadamente 1170m acima do nível do mar. O distrito possui população de quase 3 mil habitantes. Possui inúmeras pedreiras, parte delas de Calcário e outras partes de Granito, possuía também reservas de pedra-sabão uma pequena parte delas foi usada na cobertura do Cristo Redentor, as reservas de pedra-sabão de Pedra do Sino já não existem mais, porém no município ainda existem alguns locais com esse tipo de rocha .[carece de fontes?]
O distrito é cortado pela BR-040, pela ferrovia e pela Estrada Real. Possui linhas de ônibus regulares para a sede do município e para outras cidades como Conselheiro Lafaiete, Cristiano Otoni, Ressaquinha e Barbacena.
A oeste do distrito corre o rio Carandaí, que ao chegar em Pedra do Sino recebe o nome de Rio do Palmeiras, pois corta uma pequena vila com esse nome "Palmeiras".
Também nos domínios do distrito se localizam pontos turísticos como o Hotel Fazenda Pedra do Sino, às margens da BR-040, a Estalagem Fazenda Lazer, a 14 km do distrito por acesso via estrada de terra, o Restaurante Carroção, as ruínas da original Fazenda das Taipas construída no século XVIII, a segunda fazenda das Taipas que tem mais de 150 anos, além de lindas serras que compõem a paisagem do distrito, dentre elas o Alto do Mandú.